# Адаптивна диференціальна імпульсно-кодова модуляція
Адаптивна диференціальна імпульсно-кодова модуляція (АДІКМ) (англ. Adaptive differential pulse-code modulation, ADPCM) — різновид диференціальної імпульсно-кодової модуляції, алгоритм якої використовує зміну кроку квантування, що дозволяє знизити необхідну смугу пропускання для заданого відношення сигнал/шум. Зазвичай адаптація ґрунтується на адаптивному коефіцієнті масштабування.
Алгоритм ADPCM був розроблений на початку 1970-х років П. Камміскі, Н. С. Джаянт і Джеймсом Л. Фланаганом в Bell Labs для кодування голосу.
У АДІКМ на основі декількох попередніх значень величини сигналу прогнозується наступний дискретний сигнал і по каналу зв'язку передається тільки різниця між дійсною і прогнозованою величинами. Адаптивність полягає у динамічній підстроюванні кроку квантування по попереднім значенням.

Детальний опис АДІКМ міститься в специфікаціях ITU-T G.721, G.723, G.726 і G.727.